# BattleGoat Studios
BattleGoat Studios — канадська компанія, яка займається розробкою відеоігор в жанрі глобальних стратегій. У своїх відеоіграх розробники намагаються якомога точніше передати історичну дійсність показаних подій. Заснована Джорджом Гечі та Девідом Томсоном у 2000 році.   

## Розроблені відеоігри
Всього компанія BattleGoat Studios розробила шість повних відеоігор, започаткувавши серію відеоігор Supreme Ruler. Також було випущено декілька доповнень до розроблених проєктів.

### Серія відеоігор Supreme Ruler
15 травня 2005 року компанія випустила свою першу відеогру, вона була розроблена в жанрі глобальної стратегії, й називалася Supreme Ruler 2010. За видавництво та розповсюдження відповідала компанія Strategy First, яка того ж року, після випуску декількох проєктів, збанкрутіла й була закрита. Загалом відеогра була тепло прийнята як критиками, так і гравцями, тому 1 липня 2008 року компанія вирішила випустити продовження, Supreme Ruler 2020, таким чином, започаткувавши серію відеоігор Supreme Ruler. Того ж року, 22 грудня, вийшло перше доповнення (розширення) до другої частини серії, Supreme Ruler 2020: Global Crysis. Видавцем Supreme Ruler 2020 та Global Crysis стала шведська компанія Paradox Interactive. 9 липня 2009 розробники випустили «золоту версію» відеогри, яка містила оригінальну другу частина та єдине доповнення до неї, а сам комплект називався Supreme Ruler 2020 Gold.
19 серпня 2010 на Gamescom 2010 було заявлено видавцем (Paradox Interactive) про розробку нової частини серії, Supreme Ruler: Cold War, яка була випущена 19 липня 2011 року. Третя частина серії присвячена історії холодної війни між США та СРСР. Відеогра отримала змішані коментарі критиків та гравців, здебільшого через погану оптимізацію та недосконалий ШІ. Проте відеогру хвалили й за її історичність та деякі детально розроблені механіки.
7 березня 2013 року було анонсовано сиквел до Cold War, Supreme Ruler 1936. Події 1936 відбуваються за часів Другої світової війни, а сама відеогра була випущена 10 травня 2014 року. 
17 жовтня 2014 року розробники випустили відеогру Supreme Ruler Ultimate, яка поєднала всі колишні частини серії в одну гру, а 16 липня 2016 року було випущено перше доповнення до нової частини серії, Supreme Ruler: Trump Rising. 
Шоста, та остання станом на 2018 рік, частина серії, Supreme Ruler The Great War, була випущена 1 серпня 2017 року. Згодом, 31 серпня того року, розробники додали можливість поєднати The Great War та Ultimate.
Таблиця розроблених відеоігор:
| Назва гри                   | Рік випуску | Жанр                | Платформа                | Видавець            |
| --------------------------- | ----------- | ------------------- | ------------------------ | ------------------- |
| Supreme Ruler 2010          | 2005        | Глобальна стратегія | Microsoft Windows        | Strategy First      |
| Supreme Ruler 2020          | 2008        | Глобальна стратегія | Microsoft Windows        | Paradox Interactive |
| Supreme Ruler: Cold War     | 2011        | Глобальна стратегія | Microsoft Windows, MacOS | Paradox Interactive |
| Supreme Ruler 1936          | 2014        | Глобальна стратегія | Microsoft Windows        | BattleGoat Studios  |
| Supreme Ruler Ultimate      | 2014        | Глобальна стратегія | Microsoft Windows, MacOS | BattleGoat Studios  |
| Supreme Ruler The Great War | 2017        | Глобальна стратегія | Microsoft Windows, MacOS | BattleGoat Studios  |